# Лициния Стара
Вижте пояснителната страница за други личности с името Лициния.
Лициния Стара или Магна (на латински: Licinia Magna) е знатна римлянка от 1 век.

## Произход
Произлиза от плебейската фамилия Лицинии. Според намереният надпис в гробницата на Лицинии-Красите при Порта Салария на Виа Салария в Рим, тя е дъщеря на консула от 27 г. Марк Лициний Крас Фруги и съпругата му Скрибония, правнучка на Помпей Велики. Баща ѝ е убит през 47 г. по нареждане на Валерия Месалина, понеже е обвинен в участие в заговора на сина си Гней Помпей Магн.
Лициния е сестра на Марк Лициний Крас Фруги (консул 64 г.), Гней Помпей Магн (жени се през 43 г. за Клавдия Антония, дъщеря на Клавдий и Елия Петина), Марк Лициний Крас Скрибониан, Луций Калпурний Пизон Фруги Лициниан (38 – 69), осиновен от император Галба и женен за Верания.

## Фамилия
Тя се омъжва за Луций Калпурний Пизон (консул 57 г.), син на Луций Калпурний Пизон (консул 27 г.). Съпругът ѝ е консул през 57 г. заедно с Нерон, през 69/70 г. e проконсул на провинция Африка. Там изпада в заподозрение да присвоява богатства. През 70 г. е убит от императорския легат Гай Валерий Фест.
Една дъщеря на Лициния Магна става съпруга на убития през 69 г. Калпурний Галериан.